# Елчу
Елчу (рум. Elciu) — село у повіті Клуж в Румунії. Входить до складу комуни Реча-Крістур.
Село розташоване на відстані 353 км на північний захід від Бухареста, 33 км на північ від Клуж-Напоки.

## Населення
За даними перепису населення 2002 року у селі проживали 193 особи, з них 192 особи (99,5%) румунів. Рідною мовою 192 особи (99,5%) назвали румунську.